# کومانچریا

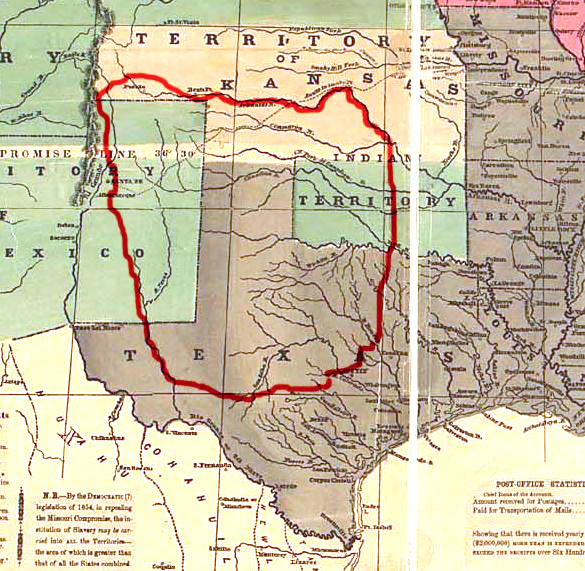
کومانچریا پیش از دهه ۱۸۵۰ میلادی

کومانچریا (به زبان کومانچی: Nʉmʉnʉʉ Sookobitʉ به معنی «سرزمین کومانچی») نامی است که به ناحیه نیومکزیکو، غرب تگزاس و نواحی اطراف آن که تا پیش از دهه ۱۸۶۰ میلادی محل زندگی کومانچی‌ها بوده اطلاق می‌شود.